# Alojzy Variara
Alojzy Variara, właśc. wł. Luigi Variara (ur. 15 stycznia 1875 w Viarigi w Piemoncie, zm. 1 lutego 1923 w Cúcutcie w Kolumbii) – włoski salezjanin, misjonarz, założyciel Zgromadzenia Córek Najświętszych Serc Jezusa i Maryi, apostoł trędowatych, błogosławiony Kościoła rzymskokatolickiego.
Był synem Petera Variara. Wstąpił do salezjanów w Turynie w sierpniu 1891 roku, a śluby zakonne złożył w 1892 roku. W 1894 wyjechał do Kolumbii z misją będąc klerykiem. 17 kwietnia 1898 przyjął święcenia kapłańskie z rąk arcybiskupa Bogoty Herrera y Restrepo. Prowadził działalność duszpasterską wśród młodzieży. Opiekował się trędowatymi.
Został beatyfikowany przez papieża Jana Pawła II w dniu 14 kwietnia 2002 roku.